# Hans-Ulrich von Mende
Hans-Ulrich von Mende (* 8. Dezember 1943 in Tarnowitz) ist ein deutscher Architekt, Illustrator und Journalist für Design und Architektur.

## Werdegang
Von Mende studierte von 1964 bis 1973 Architektur an der Technischen Hochschule Darmstadt und schloss das Studium als Dipl.-Ing. ab. Er arbeitete von 1972 bis 1989 im Architekturbüro Braun & Schlockermann und Partner und war dort u. a. am Wiederaufbau der Alten Oper in Frankfurt am Main beteiligt.
Von 1990 bis 2011 war von Mende Mitinhaber des Architekturbüros NHT & Partner in Frankfurt am Main.
Im Rahmen seiner selbständigen Tätigkeit hatte er u. a. folgende eigene Bauprojekte:
- Bayerische Vereinsbank in Frankfurt am Main
- Poseidon-Haus in Frankfurt am Main
- Kontorhaus in der Mainzer Landstraße in Frankfurt am Main
- Junghof Plaza in Frankfurt am Main (mit Skidmore, Owings and Merrill, New York)
- Triton-Haus in Frankfurt am Main
- Hochhaus des Deutschen Fachverlags in Frankfurt am Main

Hans-Ulrich von Mende schrieb von 1966 bis 1971 für die italienische Autozeitschrift Motor, von 1982 bis 1989 für die mot aus Stuttgart. Seit 1976 schreibt er für die Frankfurter Allgemeine Zeitung, seit 2007 für die Autobild und seit 2012 für die Süddeutsche Zeitung. Er tritt öffentlich als Architektur- und Designexperte auf.
Er ist Mitglied im Bund Deutscher Architekten, im Deutschen Werkbund Hessen, im Deutschen Designer Club, in der Vereinigung der Freunde des Fachbereichs Architektur der TU Darmstadt e.V., im Verein trax e.V. und Aufsichtsausschussmitglied des Versorgungswerkes NRW. Außerdem war er Jury-Mitglied beim Design-Gipfel der Autobild 2011, sowie beim Visual Music Award 2008 des Institut für Neue Medien und gehörte von 2000 bis 2010 dem Städtebaubeirat der Stadt Frankfurt am Main an.

## Schriften
- Kleinwagen. Taschen, Köln 1994.
- Vorfahrt für Verführer. Motorbuch-Verlag, Stuttgart 1991.
- Styling. Motorbuch-Verlag, Stuttgart 1979.
- BDA Bund Deutscher Architekten. Engagement für Architektur, Engagement für Frankfurt. Frankfurt am Main 1988.
- Meilensteine des Automobildesigns. In: Hans-Hermann Braess / Ulrich Seiffert (Hrsg.): Automobildesign und Technik. Formgebung, Funktionalität, Technik. (online als PDF-Dokument auf den Seiten der Universitäts- und Landesbibliothek Darmstadt)
- Der VW Golf. Verlag Form, Frankfurt am Main 1999.
- Der Porsche 911. Verlag Form, Frankfurt am Main 1999.